# Herbert Mies
Herbert Mies (ur. 23 lutego 1929 w Mannheim, zm. 14 stycznia 2017 w Mannheim) – niemiecki polityk, w latach 1973–1990 przewodniczący Niemieckiej Partii Komunistycznej. W 1987 odebrał Międzynarodową Leninowską Nagrodę Pokoju.